# Joy Lusco
Joy Lusco, également connue sous le nom de Joy Kecken et Joy Lusco Kecken, est une réalisatrice et scénariste américaine de cinéma et de télévision. Elle travaille souvent avec son mari, Scott Kecken, par exemple  sur la série dramatique de HBO Sur écoute pour quatre des cinq saisons.

## Biographie
Lusco emménage avec sa famille à l'adolescence dans la région de Baltimore. En 1995, alors qu'elle fréquentait l'Université de Towson, elle y rencontre son futur mari Scott Kecken.
Après avoir obtenu son diplôme universitaire, elle a effectué un stage dans l'émission de télévision Homicide, créé par David Simon. Finalement, elle devient scénariste pour la série. En 1998, elle écrit le téléplay de l'épisode 6.23 "Fallen Heroes: Part 2." Plus tard dans l'année, elle écrit le téléplay de l'épisode 7.08, "Kellerman, PI: Part 1".
En 1997, elle et Scott Kecken commencent à travailler sur un film documentaire sur les «arabbers» de Baltimore (vendeurs qui travaillent avec des charrettes tirées par des chevaux). Ils lancent une société de production appelée The Film Foundry. Le projet est financé par des subventions du Maryland Arts Council et du Maryland Humanities Council.
En 1998, elle et Scott publient le court métrage Louisville mettant en vedette Andre Braugher, projeté dans 35 festivals de cinéma. Il  remporte le prix du meilleur court métrage au New York Independent International Film Festival, un prix du jury du Atlanta Film and Video Festival et le Lumiere Award du New Orleans Film and Video Festival.
En 2001, elle programme le festival Women In Film and Video, Diverse Voices. Elle et Scott se marient en 2002. Elle travaillé avec une troupe de Girl Scout dans une production vidéo sur l'expression de soi, Teen Voices.
En 2002, Lusco rejoint l'équipe de rédaction de la première saison de Sur écoute. Elle a écrit le téléplay du onzième épisode "The Hunt". Elle  travaille comme rédactrice pour la saison 2 et co-écrit le téléplay du quatrième épisode " Hard Cases ". Elle revient en tant que membre de l'équipe d'écriture pour la troisième saison et co-écrit le téléplay du septième épisode " Back Burners ".
Lusco rejoint le conseil consultatif du Maryland Film Festival en 2003. Elle travaille sur le film biographique de 50 Cent de Jim Sheridan, Réussir ou mourir.
En 2004, elle et Scott ont eu un fils, Tawabi Kecken. Cette année, elle sortit un court métrage, Woman Hollering Creek, avec Larry Gilliard Jr., adapté d'une nouvelle de Sandra Cisneros.
En 2006, Lusco rejoint l'équipe de rédaction de la série de NBC, Standoff. Elle écrit l'épisode 1.04, "Partners in Crime".

## Filmographie
- Motherland: Fort Salem (2020) 
  - Épisode 1.05 "Bellweather Season" (2020)
  - Épisode 1.08 "Citydrop" (2020)
- Cloak and Dagger (2019) 
  - Épisode 2.04 "Rabbit Hold" (2019)
  - Épisode 2.07 "Two Player" (2019)
- Tales (2017) 
  - Épisode 1.07 "You Got Me" (2017)
- Standoff (2006) 
  - Épisode 1.04 "Partners in Crime" (2006)
- We Are Arabbers (2004) Coproductriste et co-réalisatrice
- Woman Hollering Creek (2004) Scénariste, coproductrice et co-réalisatrice
- Sur écoute (2002) 
  - Épisode 1.11 " The Hunt " (2002) Teleplay
  - Épisode 2.04 " Hard Cases " (2003) Teleplay
  - Épisode 3.07 " Back Burners " (2004) Teleplay
- The Division (2001) Scénario
- Homicide (1993) 
  - Épisode 6.23 "Fallen Heroes: Part 2" (1998) Teleplay
  - Épisode 7.08 "Kellerman, PI: Partie 1" (1998) Teleplay
- Louisville (1998) Scénario, coproductrice et co-réalisatrice